# 組合
組合（くみあい）とは、民法上は、複数の当事者が出資をして共同事業を営む契約、また、それによって設立された団体。その他、「組合」の語を含む制度がさまざまな特別法によって設けられている。

## 概説

### 組合と社団
伝統的な理解によれば、組合は団体の構成員からの独立性が弱い点で社団と峻別されるとみるが、組合であっても営利目的であれば会社設立も可能であり、権利能力及び社団性のない人的団体にのみ民法の組合に関する規定は適用されるということになる。一方、そもそも、現代の実社会における組合と社団の両者を異質なものと捉えることには無理があるとの見解も主張されており、この見解によれば、もはや民法上の組合とは民法の組合に関する規定を適用すべき団体を指すというよりないとされる。

### 組合と法人格
民法上の組合や商法上の匿名組合、あるいは有限責任事業組合などは法人ではないが、農業協同組合や事業協同組合、生活協同組合、健康保険組合など多くの場合は法人格を有する。

#### 法人格を有しない「組合」
- 民法上の組合 - 民法667条以下に典型契約の一種として規定されており、他の「組合」と区別するために「任意組合」とも呼ばれる（詳しくは後述）。
- 匿名組合（商法） - 商法535条以下に規定されている契約類型。事業を営む者に対して別の者が出資をし、その営業から生じる利益の分配を受ける契約である。営業者と出資者の一対一の関係であり、一個の営業者に複数の出資者がいる場合でも、それぞれが別個の契約（匿名組合）である。出資者は匿名組合員といい、営業者に対して出資の義務は負うが、営業者の業務を執行したり、営業者を代表することはできず、共同事業体とは言い難い。
- 有限責任事業組合 (LLP)（有限責任事業組合契約に関する法律） - 個人または法人が共同して行う事業について組合員の責任の限度を出資の価額とする契約によって成立する事業体である。
- 投資事業有限責任組合（投資事業有限責任組合契約に関する法律）
- 労働組合（労働組合法） - 労働組合法の規定に基づき法人となることもできる（11条）。
- 納税貯蓄組合 （納税貯蓄組合法）
- 当事者団体の名称としての組合（当事者組合） - 特に法人化していない場合は任意団体の扱いとなる。
  - 全国公的介護保障要求者組合（障害者団体）
  - 全日本年金者組合（高齢者団体）
  - 全国借地借家人組合連合会（借地人と借家人の団体）
  - 統一獄中者組合（日本における囚人組合）
- 芸能・芸術のグループの名称としての組合
  - 韻踏合組合
  - 浪江女子発組合
  - パンクロッカー労働組合

#### 法人格を有する「組合」
- 各種公共組合
- 各種共済組合
- 各種協同組合
  - 生活協同組合（消費生活協同組合法）
  - 農業協同組合、農事組合法人（農業協同組合法）
  - 森林組合、生産森林組合（森林組合法）
  - たばこ耕作組合（たばこ耕作組合法）
  - 漁業協同組合、漁業生産組合、水産加工業協同組合（水産業協同組合法）
  - 事業協同組合、事業協同小組合（中小企業等協同組合法）
  - 信用協同組合（信用組合）（中小企業等協同組合法）
  - 企業組合（中小企業等協同組合法）
  - 協業組合（中小企業団体の組織に関する法律）
  - 商工組合（商業組合・工業組合）（中小企業団体の組織に関する法律）
  - 生活衛生同業組合、生活衛生同業小組合（生活衛生関係営業の運営の適正化及び振興に関する法律）
  - 商店街振興組合（商店街振興組合法）
  - 船主相互保険組合 （船主相互保険組合法）
  - 内航海運組合 （内航海運組合法）
  - 輸出組合、輸入組合 （輸出入取引法）
  - 輸出水産業組合 （輸出水産業の振興に関する法律）
  - 労働者協同組合（労働者協同組合法）
- 労働組合（労働組合法） - 労働組合法の規定に基づき法人格を取得した場合
- 農住組合（農住組合法）
- 農業共済組合 （農業保険法）
- 負債整理組合 （農村負債整理組合法）
- 管理組合法人、団地管理組合法人（建物の区分所有等に関する法律）
- マンション建替組合、マンション敷地売却組合 （マンションの建替え等の円滑化に関する法律）
- 土地区画整理組合（土地区画整理法）
- 市街地再開発組合（都市再開発法）
- 防災街区計画整備組合、防災街区整備事業組合（密集市街地における防災街区の整備の促進に関する法律）
- 住宅街区整備組合 （大都市地域における住宅及び住宅地の供給の促進に関する特別措置法）
- 酒造組合、酒販組合 （酒税の保全及び酒類業組合等に関する法律）
- 水害予防組合 （水害予防組合法）
- 土地改良区 （土地改良法）
- 技術研究組合（技術研究組合法）
- 健康保険組合 （健康保険法）
- 国民健康保険組合 （国民健康保険法）
- 漁船保険組合 （漁船損害等補償法）
- 漁業共済組合 （漁業災害補償法）
- 地方公共団体の組合（地方自治法） - 特別地方公共団体の一種。

## 民法上の組合
組合契約は、各当事者が出資をして共同の事業を営むこと約することによって成立する。日本の民法では典型契約の一種とされる（民法667条以下）。実務上は「任意組合」や「NK」とも呼ばれる。なお、合名会社は会社法の規定により法人格を与えられてはいるものの、その内部関係は組合に類似しており、かつては民法典の組合の規定が準用されていた。
日本の民法は、以下、この節では条数のみ記載する。

### 組合の法的性質
組合の法的性質については諾成・有償・双務契約に分類できる。組合は形式的には双務契約であるが、組合には双務契約の性質と相容れない点も多く認められる。このようなことから、組合の法的性質については双務契約説と合同行為説とが対立するが、現在では契約というよりも合同行為であると解する説が有力となっている。両説とも決定的な論証という点では問題があるとされるが、一般には契約法の規定のうち組合の団体法理と相容れない規定の適用は基本的に排除されると考えられてきた。
2017年改正の民法（2020年4月1日法律施行）で同時履行の抗弁権、危険負担、解除の規定の適用排除が明文化された。
- 同時履行の抗弁権の適用排除
同時履行の抗弁権の規定（533条）は組合契約には適用されない（667条の2第1項）。すなわち出資義務につき履行済の組合員から出資義務の履行を請求された未履行の組合員は、他組合員の出資義務未履行を理由に自らの出資義務を拒むことはできない[8][4]。
- 危険負担の適用排除
危険負担の規定（536条）も組合契約には適用されない（667条の2第1項）。すなわち不可抗力で出資義務が履行不能に陥った場合においても、536条により他の組合員が出資義務を拒むことはできず[9]、当該組合員の脱退等の問題として処理される[8][4]。
- 債務不履行による契約解除の適用排除
組合員は、他の組合員が組合契約に基づく債務の履行をしないことを理由として、組合契約を解除することができない（667条の2第2項）。一組合員の出資義務の履行遅滞は、当該組合員の脱退や組合の解散の問題として処理され、組合契約の解除の問題とはならない[11][4]。

また、2017年改正の民法（2020年4月1日法律施行）で、組合員の一人について意思表示の無効又は取消しの原因があっても、他の組合員の間においては、組合契約は、その効力を妨げられないことが明文化された（667条の3）。組合には団体的性格があり、組合の外形を信頼して取引をした第三者の利益や共同事業を行おうとした他の組合員の期待を保護するためである。なお、意思表示の無効・取消原因のある組合員との関係では、意思表示の無効又は取消しにより、その組合員は組合に出資した財産の返還を求めることができる。

### 組合の成立要件
組合の成立要件は以下のとおりである（667条1項）。
1. 複数の当事者が存在すること
2. 当事者たる組合員による出資があること
組合への出資は財産的価値のあるものであればよく、金銭や不動産などはもちろん、債権、無体財産権、労務、信用でもよい（667条2項）[12][13]。出資は組合の成立と同時でなくともよい[13]。金銭を出資の目的とした場合において、組合員がその出資をすることを怠ったときは、その利息を支払うほか、損害の賠償をしなければならない（669条）。
3. 特定の共同事業を営むことを目的とすること
「共同」といえるためには、組合の構成員全員が事業遂行に関与するものである必要がある[14]。営利目的・公益目的・中間目的（慈善親睦等）を問わない[15]。利益の分配がある場合には全員が受け取るものでなければならず、利益を一部の構成員のみが受け取る場合（獅子組合と呼ばれる）は民法上の組合ではない[14][13]。ただし、損失を生じた場合においてそれを負担しない者があってもよいとされる[13]。事業は継続的なものでなくとも一回限りのものであってもよい（当座組合と呼ばれる）[13]。
4. 当事者が組合の成立を約すること（当事者意思の合致）

### 組合の財産関係
- 組合財産の帰属
  - 組合の財産は「総組合員の共有に属する」と規定されている（668条）。しかし、組合においては通常の共有と異なり各組合員による持分の処分や清算前の分割ができないなど団体的拘束を受けている。こうした独特な所有関係を表現するため、学説においては、組合財産は組合員によって合有されるといわれてきた。
  - 組合員が組合財産を構成する自己の持分相当について行使できるとすると組合財産を処分したのに等しく組合財産を維持できない[10]。そのため、組合員は、組合財産についてその持分を処分したときでも、その処分をもって組合及び組合と取引をした第三者に対抗することができないとされている（676条1項）。組合員は、清算前に組合財産の分割を求めることもできない（676条3項）。
  - 組合員の債権者は、組合財産についてその権利を行使することができない（677条）。2017年改正の民法（2020年4月1日法律施行）で明文化された（改正前は相殺の禁止についてのみ677条で規定されていた）[10]。
  - なお、判例は最判昭33.7.22で次のように述べている。｢所論のように組合財産が理論上合有であるとしても､民法の法条そのものはこれを共有とする建前で規定されており､組合所有の不動産の如きも共有の登記をするほかはない｡従つて解釈論としては､民法の組合財産の合有は､共有持分について民法の定めるような制限を伴うものであり､持分についてかような制限のあることがすなわち民法の組合財産合有の内容だと見るべきである｡そうだとすれば､組合財産については､民法667条以下において特別の規定のなされていない限り､民法249条以下の共有の規定が適用されることになる｡｣
- 組合の債権
組合の団体的性格から、大審院以来の判例法理では組合債権は組合員が共有するのではなく合有的に帰属しているとされてきた[9]。組合員には持分があるものの、組合債権は組合を構成する各人に分割されるわけではない。2017年改正の民法（2020年4月1日法律施行）で、組合員は、組合財産である債権について、その持分についての権利を単独で行使することができないことが明文化された（676条2項）。
- 組合の債務
  - 組合の債権者は、組合財産についてその権利を行使することができる（675条1項）。組合の債務は各組合員に分割して帰属するのではなく、総組合員に帰属しており組合の財産がその引当てとなるが、民法には明文の規定が無かったため2017年改正の民法（2020年4月1日法律施行）で明文化された[10]。なお、組合の負っている債務も各組合員の負担部分に応じた分割債務になるわけではないことは判決によっても確認されていた（大審院昭和11年2月25日判決民集15巻281号）。
  - 組合の債権者は組合員の固有財産に対しても権利行使をすることができる[10]。各組合員は組合の債務について直接無限責任を負う。すなわち、組合の債権者は各組合員に対して損失分担の割合の限度で直接、際限なく債務の履行を求めることができる。
  - 各組合員が債務を負担する割合は組合内で決められた組合員の損失分担の割合に応じて変化する（特に合意がなければ等しい割合となる）。一方、組合の債権者は、その選択に従い、各組合員に対して損失分担の割合又は等しい割合でその権利を行使することができ、組合の債権者がその債権の発生の時に各組合員の損失分担の割合を知っていたときは、その割合でのみ権利を行使することができる（675条2項）。従来、組合債権者が各組合員に対して均等の割合で権利を行使するには、組合債権者の側が組合員相互間の損失分担の割合について善意（知らなかったこと）であることを立証しなければならなかった[9]。2017年改正の民法（2020年4月1日法律施行）では、組合内部の取り決めにすぎない損失分担割合を知らない債権者を保護するため、組合債権者は原則として損失分担の割合又は等しい割合のいずれかを選択的に権利行使することができるとされた[10]。法改正で立証責任が組合債権者から組合員に変更され、組合員の側が組合債権者が損失分担の割合について悪意（知っていたこと）だったことを立証した場合には組合債権者はその割合でのみ権利行使できることになった[9][16]。

### 組合の対内的関係

#### 組合の業務の決定及び執行
2017年改正の民法（2020年4月1日法律施行）で、規定の無かった業務執行者を置かない場合の各組合員の業務執行権、業務執行者を置く場合の業務執行者の委任や権限が明文化された。
- 業務執行者を置かない場合
組合の業務は、組合員の過半数をもって決定し、各組合員がこれを執行する（670条1項）。
- 業務執行者を置く場合
  - 組合の業務の決定及び執行は、組合契約の定めるところにより、一人又は数人の組合員又は第三者を業務執行者として委任することができる（670条2項）。
  - 業務執行者を委任した場合は、業務執行者が組合の業務を決定し、これを執行する。この場合において、業務執行者が数人あるときは、組合の業務は、業務執行者の過半数をもって決定し、各業務執行者がこれを執行する（670条3項）。
  - 前項の規定にかかわらず、組合の業務については、総組合員の同意によって決定し、又は総組合員が執行することを妨げない（670条4項）。

#### 組合の常務
組合の常務は各組合員又は各業務執行者が単独で行うことができる（670条5項本文）。ただし、その完了前に他の組合員又は業務執行者が異議を述べたときは、この限りでない（670条5項但書）。

#### 委任の規定の準用
委任の規定は、組合の業務を決定し、又は執行する組合員について準用される（671条）。

#### 業務執行組合員の辞任及び解任
組合契約の定めるところにより一人又は数人の組合員に業務の決定及び執行を委任したときは、その組合員は、正当な事由がなければ、辞任することができない（672条1項）。また、正当な事由がある場合に限り、他の組合員の一致によって解任することができる（672条2項）。

#### 組合員の組合の業務及び財産状況に関する検査
各組合員は、組合の業務の決定及び執行をする権利を有しないときであっても、その業務及び組合財産の状況を検査することができる（673条）。

### 組合の対外的関係

#### 組合代理
法人格のない組合が第三者と法律行為を行う際には一般的に代理形式が用いられ「組合代理」という。2017年の改正前の民法には組合代理に関する規定がなく、業務執行権と代理権を厳密に区分しないまま、業務の執行の方法についての規定が組合代理にも適用されていた。2017年改正の民法（2020年4月1日法律施行）で、業務執行権と代理権とを区別する観点から、業務執行権に関する670条とは別に組合代理に関する670条の2が新設された。
- 業務執行者を置かない場合
各組合員は、組合の業務を執行する場合において、組合員の過半数の同意を得たときは、他の組合員を代理することができる（670条の2第1項）。
- 業務執行者を置く場合
業務執行者があるときは、業務執行者のみが組合員を代理することができる。この場合において、業務執行者が数人あるときは、各業務執行者は、業務執行者の過半数の同意を得たときに限り、組合員を代理することができる（670条の2第2項）。

組合代理の場合も組合の常務については、各組合員又は各業務執行者が単独で組合員を代理することができる（670条の2第3項）。

#### 組合の訴訟上における取扱い
組合は法人ではなく、また、民事訴訟法第29条の「社団」といえるか一義的に明らかではないため訴訟上当事者能力を有するか（訴訟上請求定立の主体またはその相手方となることができるか）争いがある。この点について、判例は一定の組合について当事者能力を肯定した（最高裁昭和37年12月18日民集16巻12号18頁）。したがって、組合を被告として、または、組合が原告となって訴訟を提起することは可能である。もっとも、組合は法人ではないから権利能力の主体となり得ず組合財産は代表名義で登記することが通常である。そこで、組合名義でなされた債務名義（勝訴判決）に基づいてこのような代表名義でなされた不動産に対して執行することができるか困難な問題がある（通説は、執行債権者は民事執行法23条3項および27条2項に基づいて代表者に対する執行文の付与を受け、これによって、強制執行が可能であるとする）。一定の要件を満たす組合について訴訟上の原告とすることは可能である（民事訴訟法29条）が、既判力との関係で困難な問題がある。そこで、組合員全員を被告として訴えを提起する方法（固有必要的共同訴訟となる）や、業務執行組合員を任意的訴訟担当とする方法も検討すべきである。民事訴訟法29条は訴訟上の効果を認めるにすぎない。したがって、組合は私法上の権利義務の主体となることができないことに変わりはないから、訴えは適法であるとしても組合に対する登記請求は棄却となる（最高裁昭和47年6月2日民集26巻5号957頁）。

### 組合員の変動
- 組合への加入
  - 組合員は、その全員の同意によって、又は組合契約の定めるところにより、新たに組合員を加入させることができる（677条の2第1項）。2017年の民法改正前には加入に関する規定がなかったが、契約である以上、本来であれば旧組合の解散・新組合の成立の手続きを踏むことになるが、このような手続は煩瑣であるので、新規の組合員の加入は他の組合員全員の同意によって可能と解されていた[17]。2017年改正の民法（2020年4月1日法律施行）で組合成立後の組合員の加入の規定が設けられた[9]。
  - 組合の成立後に加入した組合員は、その加入前に生じた組合の債務については、これを弁済する責任を負わない（677条の2第2項）。
- 組合員の交替
組合員の交替（地位の譲渡）は組合契約の定めによるか、または、他の組合員全員の同意により可能である[17][18]。
- 組合からの脱退
  - 組合からの脱退事由については任意脱退（678条）と非任意脱退（679条・680条）とがある[19][20]。
  - 脱退した組合員は、その脱退前に生じた組合の債務について、従前の責任の範囲内でこれを弁済する責任を負う。この場合において、債権者が全部の弁済を受けない間は、脱退した組合員は、組合に担保を供させ、又は組合に対して自己に免責を得させることを請求することができる（680条の2第1項）。脱退した組合員は、前項に規定する組合の債務を弁済したときは、組合に対して求償権を有する（680条の2第2項）。2017年改正の民法（2020年4月1日法律施行）で脱退組合員の責任等の規定が設けられた[9]。

### 組合の消滅
組合は、次に掲げる事由によって解散する（682条）。
1. 組合の目的である事業の成功又はその成功の不能
2. 組合契約で定めた存続期間の満了
3. 組合契約で定めた解散の事由の発生
4. 総組合員の同意

2017年の民法改正前には組合はその目的である事業の成功またはその成功の不能によって解散するとのみ規定されていたが、2017年改正の民法（2020年4月1日法律施行）で解釈上解散事由であると考えられてきた事由が追加された。なお、組合員が1人になった場合については、組合の団体法的性格と組合事業の継続性の観点から議論があるため、解散事由としては規定されず、各組合契約の解釈に委ねられた。
また、やむを得ない事由があるときは、各組合員は組合の解散を請求することができる（683条）。この他、組合契約に定めた解散事由の発生、存続期間の満了、全員の合意、組合員が一人になったときにも消滅する。組合の消滅に遡及効はない（684条・620条）。組合が解散したときは清算手続に入り、組合員が共同して、またはその選任した清算人が清算手続を行う（685条以下）。払戻しは、出資の種類を問わず、金銭ですることができる（681条2項）。

### 近代以前の類似の概念
- 模合・無尽・講・組織としての「組」・結 - 日本や琉球などにおける近代以前から存在する組合的な人的結合の形態。無尽が無尽会社になったように近代以降に法人化したケースも多い。現在も残るケースで特に法人化していない場合は任意団体の扱いとなる。コモンズや普請も参照せよ。なお、類似の概念として西洋には職能組合としてのギルドが存在した。